# Scymnus ater
Scymnus ater – gatunek chrząszcza z rodziny biedronkowatych. Zamieszkuje palearktyczną Eurazję od Półwyspu Iberyjskiego po Rosyjski Daleki Wschód. Bytuje głównie na drzewach i krzewach liściastych, rzadziej na świerkach.

## Taksonomia
Gatunek ten opisany został po raz pierwszy w 1794 roku przez Johanna Gottlieba Kugelanna.

## Morfologia
Chrząszcz o owalnym, wydłużonym i stosunkowo spłaszczonym ciele długości od 1 do 1,5 mm. Powierzchnię ciała porastają rozproszone, białe szczecinki, które na opadającej części wierzchołka pokryw skierowane są ukośnie i odszwowo, co odróżnia go od podobnego skulika przędziorkowca.
Głowa ma ubarwienie czarne z brunatnożółtymi narządami gębowymi i drobno punktowaną powierzchnię. Krótkie czułki zbudowane są z 11 członów i mają brązowe ubarwienie. Przedplecze jest czarne, czasem z lekko rozjaśnionym przednim brzegiem i przednimi kątami. Powierzchnia przedplecza ma silną mikrorzeźbę oraz bardzo drobne i płytkie punktowanie. Barwa tarczki jest czarna. Pokrywy są w całości czarno ubarwione i mają bardzo dobrze zaznaczone guzy barkowe. Punktowanie pokryw jest dwojakie; punkty duże są dość silne, głębokie i mocno rozproszone, punkty małe są zaś płytkie i mają dwukrotnie mniejszą średnicę. Odnóża są ciemnobrunatne do czarniawych, tylko stopy, a czasem też golenie są brązowe. Pazurki są u podstawy lekko rozszerzone, ale nierozdwojone. Przedpiersie ma na wyrostku międzybiodrowym dwa żeberka. Na pierwszym z widocznych sternitów odwłoka (pierwszym wentrycie) występują pełne, półokrągłe linie udowe, sięgające łukiem do ⅔ jego długości, a zewnętrznymi końcami do przedniej jego krawędzi.

## Ekologia i występowanie
Owad stenotopowy, zasiedlający lasy liściaste, a rzadziej mieszane, zwłaszcza rosnące na pobrzeżach wód. Bytuje głównie na drzewach liściastych, w tym dębach, leszczynach, lipach, wierzbach i drzewach owocowych. Rzadziej spotykany jest na świerkach. Zarówno larwy jak i owady dorosłe są drapieżnikami żerującymi na mszycach i czerwcach, w tym Chionaspis salicis. Postacie dorosłe zimują w dziuplach, ściółce, pod ostającą korą i wśród mchów. Sporadycznie znajdowane były też w hubach.
Gatunek palearktyczny o rozmieszczeniu eurosyberyjskim. W Europie znany jest z Portugalii, Hiszpanii, Wielkiej Brytanii, Francji, Belgii, Holandii, Niemiec, Szwajcarii, Austrii, Włoch, Danii, Norwegii, Szwecji, Łotwy, Litwy, Polski, Czech, Słowacji, Węgier, Białorusi, Ukrainy, Rumunii, Bułgarii, Słowenii, Chorwacji, Bośni i Hercegowiny, Grecji oraz europejskiej części Rosji. Dalej na wschód dociera przez Syberię na Rosyjski Daleki Wschód. W Polsce znany jest z nielicznych stanowisk rozproszonych na terenie całego kraju.